# Artemisia vulgaris
Pour les articles homonymes, voir Artemisia.
Espèce
Statut de conservation UICN

 LC  : Préoccupation mineure
 Europe, France 
L'Armoise commune ou Armoise citronnelle (Artemisia vulgaris) est une espèce de plantes herbacées vivaces de la famille des Astéracées ou Composées (Asteraceae). Elle est commune dans les régions tempérées, parfois cultivée comme ornementale, appréciée pour son feuillage découpé. Certaines de ses propriétés médicinales sont connues depuis l'Antiquité ; elles ont connu un regain d'intérêt scientifique et de popularité, en raison de nouvelles propriétés découvertes dans les années 1990-2020.

## Dénominations
- Nom scientifique valide : Artemisia vulgaris L., 1753,
- Noms vulgaires (vulgarisation scientifique) recommandés ou typiques en français : armoise commune[1],[2],[3],[4],[5],[6] ou armoise citronnelle[1] ou encore armoise vulgaire[3],[6],[4],[5] (mais ce genre de latinismes est à éviter[1])
- Autres noms vulgaires ou noms vernaculaires (langage courant), pouvant désigner éventuellement d'autres espèces : armoise[3],[7], artémise[1],[3], ceinture de Saint-Jean[3], couronne de Saint-Jean[3], herbe aux cent goûts[1],[3], herbe à Saint-Jean[3],[5], herbe de feu[1],[2],[3], remise[1],[3], tabac de saint Pierre[1],[3].
- dans l'Antiquité, les Gaulois la nommaient ponema mais son genre vient du nom latin de la déesse Artémis, déesse de la chasse et des naissances, qui avait également pour rôle de protéger les femmes malades.
- Le nom de la ville de Tchernobyl, чорнобиль, transcrit chornóbyl, désigne l'Armoise commune en ukrainien. Ce mot est constitué de chorno = noir et byl = tige, en référence à la tige noire de la plante[8]. Ce dernier nom s'est souvent spécialisé au sens d'armoise, comme en polonais bylica (l'Armoise commune = Bylica pospolita. Pospolita en polonais qualifie ce qui est commun, ordinaire). Ces « herbes à tige noire » sont très communes dans les steppes, où elles finissent par se casser et rouler sur de longues distances.

## Description

### Appareil végétatif

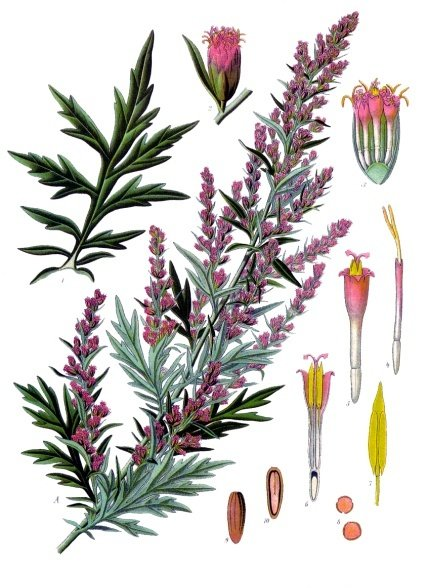
Armoise commune.

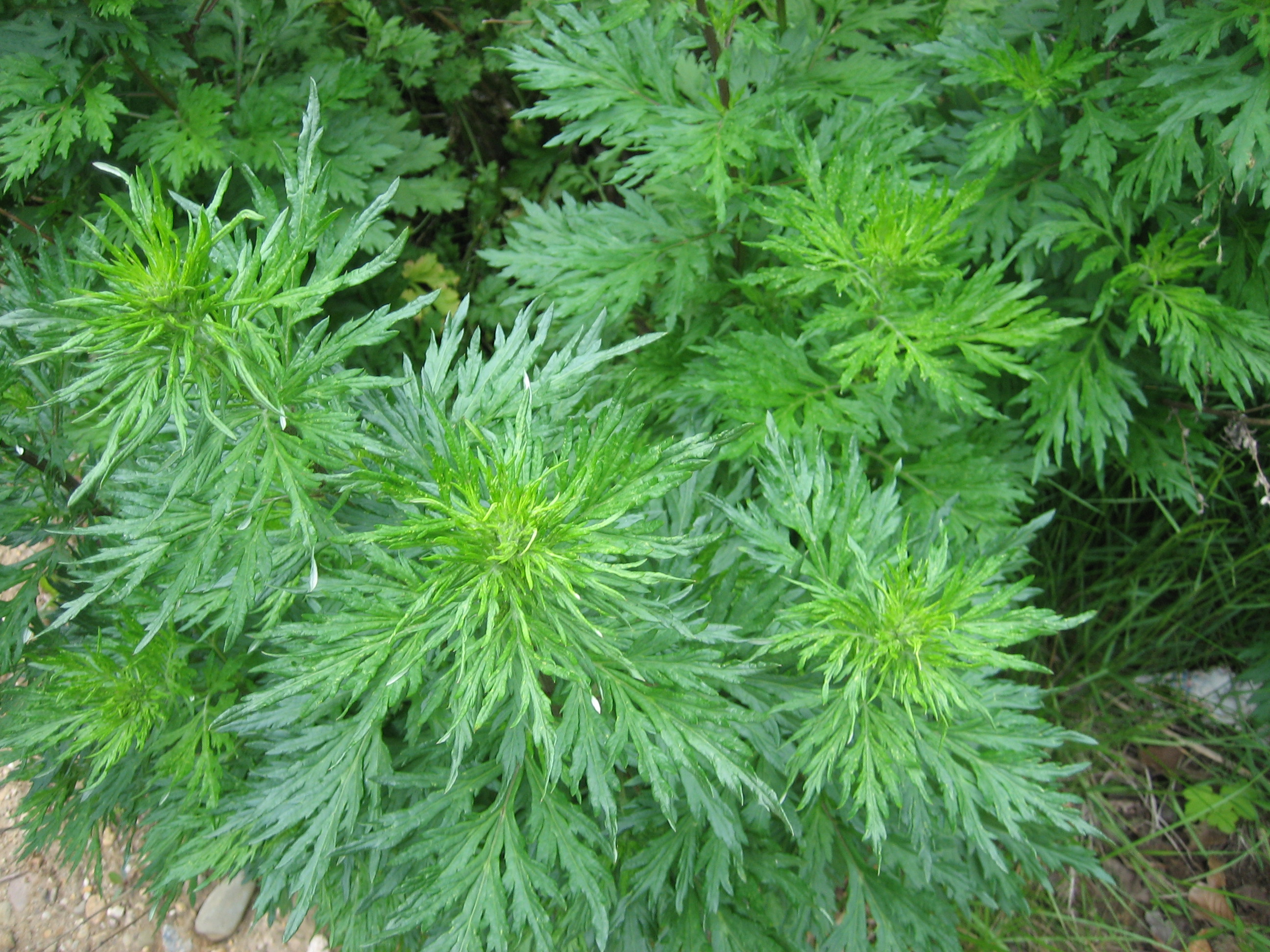
Feuillage au printemps.

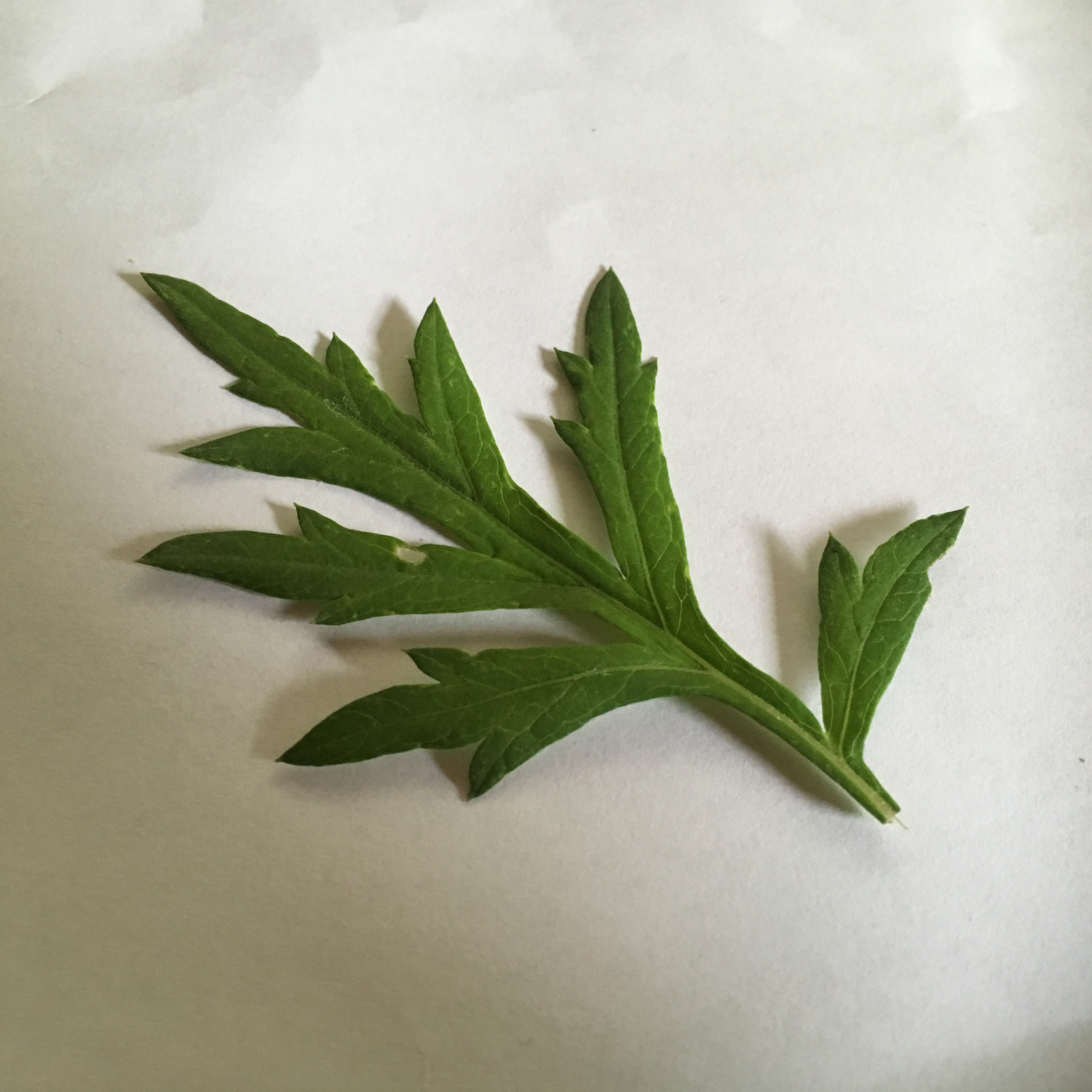
Dessus de la feuille.

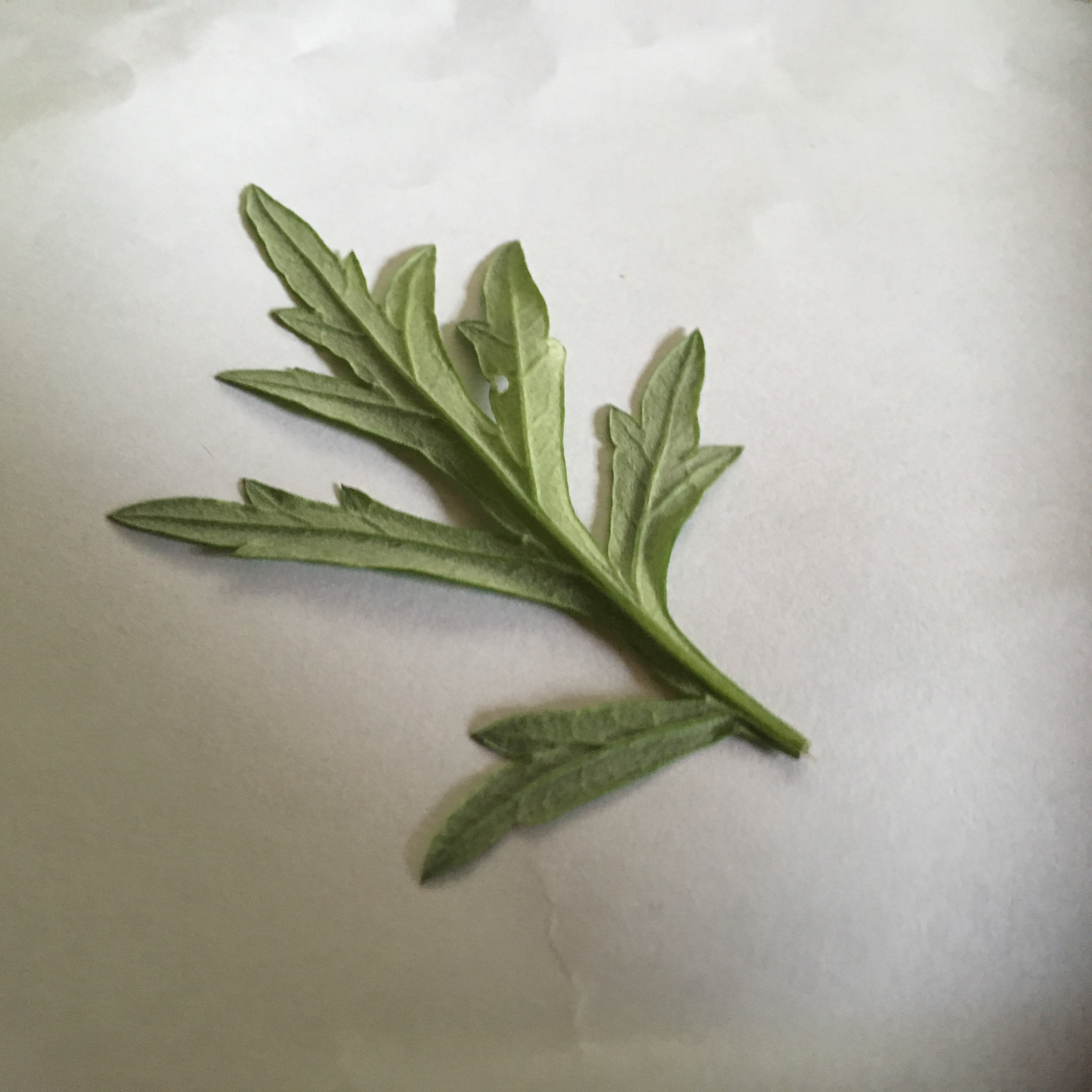
Dessous de la feuille.

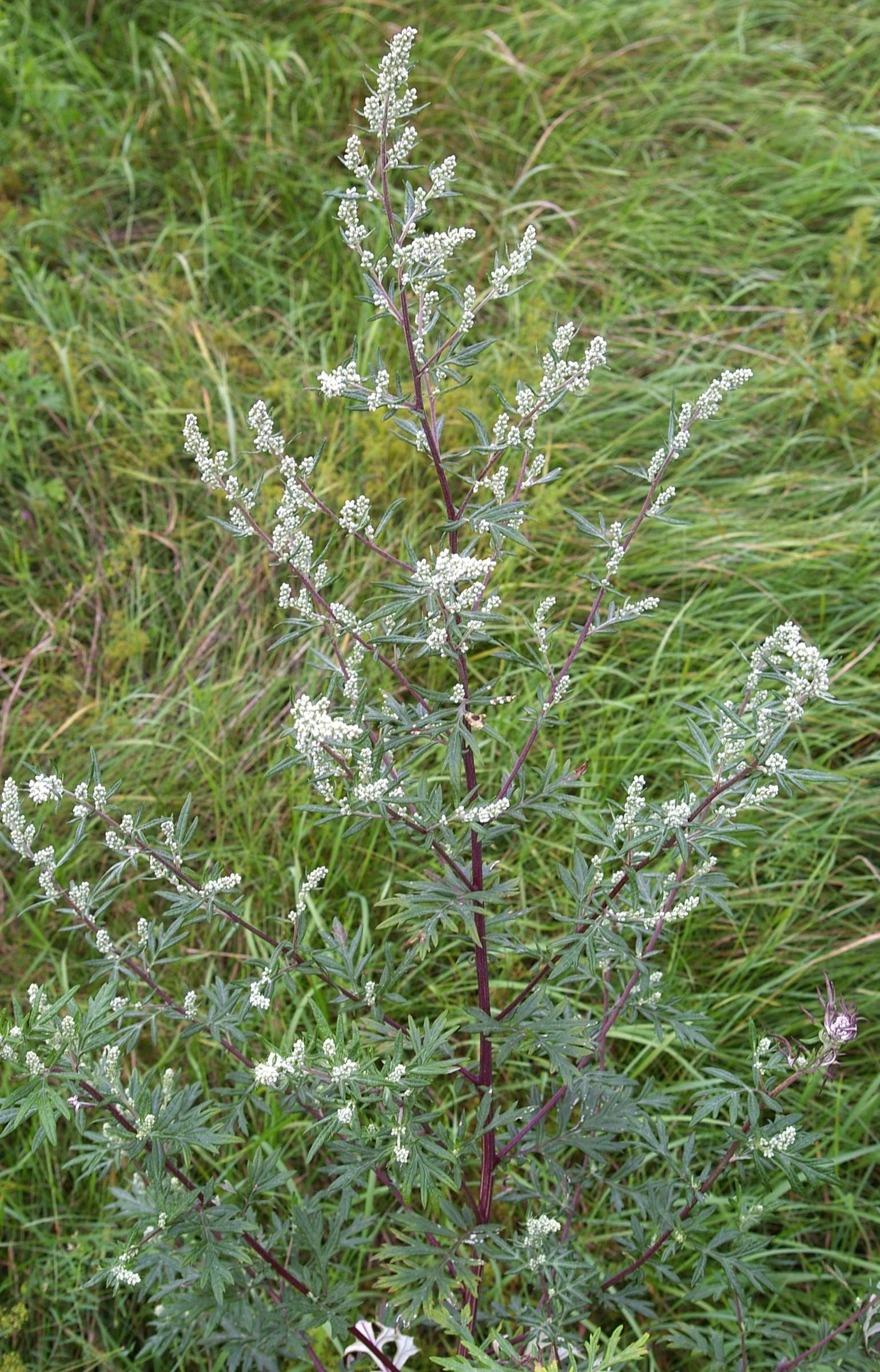
Plante en fleur.

L'armoise commune est une plante herbacée qui peut mesurer de 60 cm à 2 m de haut.
Elle possède une tige dressée très rameuse et élancée sans stolons souvent de couleur rouge violacé.
Son feuillage est vert foncé, ses capitules duveteux sont serrés et très abondants sur les branches. Ses feuilles sont basales, longuement pétiolées et pennées de 5 à 8 cm de long.
Sa partie souterraine est un rhizome horizontal ramifié, parfois de fort diamètre.

### Diversité
Au sein d'une même population, et entre des populations différentes, on trouve des variations significatives dans la forme des feuilles (plus ou moins ramifiées et/ou lobées) des plants d'Armoise, mais aussi des variations dans les taux et types de substances volatiles émises par la plante.

### Appareil reproducteur
Les fleurs jaunâtres ou pourprées exhalent une odeur forte (voire désagréable pour certains). La floraison a lieu de juillet à octobre. Les feuilles froissées dégagent une odeur similaire à celle de l'absinthe.
Ses fruits sont des akènes sans aigrette d'environ 2 mm, une seule plante peut en produire plusieurs dizaines de milliers.
Pollen : la structure biochimique des unités et sous-unités composant les exines (parois) du pollen d'Artemisia vulgaris a été étudiée.

## Distribution et habitat
L'Armoise commune vivait originellement en climat tempéré en Europe centrale, en Afrique du Nord et un peu en Asie, mais elle a été introduite dans divers pays hors de son aire naturelle de répartition.

## Composition
En 2005, dans le genre Artemisia, rien que par l'hydrodistillation, le screening des molécules extractibles avait identifié plus de 200 composés biochimiques (204 exactement, dont beaucoup semblent présenter un intérêt pour l'industrie pharmaceutique).

### Substances volatiles
Ce sont une partie de ces molécules qui sont responsables de l'odeur particulière émise par les parties aériennes et souterraines de la plante ; il est maintenant démontré que certaines d'entre elles jouent un rôle majeur dans l'allélopathie et la défense de la plante (voir plus bas pour plus de détails).
Les compositions chimiques des huiles essentielles hydrodistillées sont différentes selon que l'huile provient des parties aériennes ou  racinaires, ce qui laisse suspecter des voies différentes de biosynthèse (rem : il en va de même pour Artemisia absinthium L.). 
Selon la souche, et selon le lieu et les conditions croissance, la proportion des composés volatils produits par la plante varie probablement beaucoup.
Une analyse de l'huile essentielle de feuilles d'armoise (Artemisia vulgaris L. var Indica Maxim) échantillonnées au Vietnam y a trouvé 46 composés, dont principalement : le β-caryophyllène (24,1 %) et le β-cubébène (12.0 %). Parmi les autres composés d'intérêt figurent notamment : camphre (34,9-1,4 % du total de l'huile essentiel), 1,8-cinéole (9,5-1,5 %), chamazulène (17,8-nd %), propionate de nuciférol (5,1-nd %), butanoate de nuciférol (8,2-nd %), oxyde de caryophyllène (4,3 à 1,7 %), bornéol (5,1 à 0,6 %), α-terpinéol (4,1 à 1,6 %), spathulénol (3,7 à 1,3 %), cubénol (4,2 à 0,1 %), β-eudesmol (7,2 à 0,6 %) et terpinène-4-ol (3,5-1,2 %).
Pour valoriser son huile essentielle, la plante doit être utilisée rapidement ; Polina Blagojević notait, en 2006, une diminution significative des rendements en huiles essentielles (isolées directement après séchage et après un an de stockage en conditions contrôlées).

### Composés solubles dans l'eau
La médecine traditionnelle, pour soigner ou prévenir plusieurs maladies, utilise depuis longtemps toutes les parties aériennes de l'armoise (et de sa cousine l'absinthe) en infusion (procédé capable d'extraire les molécules hydrosolubles libres et susceptible d'extraire de la plante une partie des molécules également extractibles par hydrodistillation).
On retrouve principalement dans la tisane de grandes molécules hydrosolubles telles que l'amidon ainsi que des sucres (ex. : fructanes notamment, qui sont des oligomères et polymères du fructose) très solubles dans l'eau, de même que divers composés de faible masse molaire (petites molécules) qui sont notamment des lactones sesquiterpéniques (au moins cinq), des lignanes (au moins deux), les flavonoïdes et les monoterpène également retrouvés chez d'autres plantes du genre Artemisia et notamment chez l'Absinthe.
Ces molécules comptent parmi les principaux composés actifs des plantes du genre Artemisia,,.
Des polysaccharides sont les molécules prédominantes de la tisane d'Armoise. ils proviennent surtout de la paroi cellulaire végétale, ainsi que des réserves énergétiques de la plante. Le processus de l'infusion (préparée avec de l'eau chaude) permet l'extraction d'une partie de cette réserve et des polysaccharides structuraux de la plante, lesquels sont généralement classés en pectines, hémicelluloses et cellulose, en fonction de leur extractibilité. Des protéines dites arabinogalactanes (AGP) en font partie,,.
Concernant les molécules hydrosolubles (polysaccharides principalement) retrouvés dans la tisane, chez une espèce proche (Artemisia iwayomogi), Koo et al ont montré en 1994 chez la souris de laboratoire que la fraction glucidique hydrosoluble de la plante est immunomodulatrice et antitumorale (cette fraction glucidique hydrosoluble modifie le comportement des macrophages et les lymphocytes de la rate, et augmente la population de ces deux types de cellule (in vivo et in vitro). En laboratoire, elles stoppent la croissance des cellules tumorales transplantées, tout en augmentant la production d'anticorps. 
Lee et al. ont ensuite (en 2008) montré qu'elle module la différenciation fonctionnelle des cellules dendritiques dérivées de la moelle osseuse.
Chez une autre espèce proche (Artemisia tripartita) Xie et al. en 2008 ont montré que certains polysaccharides hydrosolubles ont une forte activité immunomodulatrice sur les phagocytes, ainsi qu'une activité de piégeage des dérivés réactifs de l'oxygène et de fixation du complément.
Les tisanes d'Armoise sont actuellement considérées comme ayant des propriétés vermifuges, antibactériennes, antipyrétiques, cytostatiques, stomachiques et antitumorales,,,. L'eau chaude de la tisane extrait de la plante des métabolites secondaires, mais aussi certains glucides ayant des propriétés thérapeutiques et des fonctions biologiques induites par leurs structures biochimiques.
Concernant les propriétés de ces tisanes liées à leurs glucides, elles diffèrent pour ces deux espèces : l'armoise libère dans la tisane un arabinogalactane de type II, alors que la seconde (Absinthe) libère un fructane de type inuline.
En 2010, Aberham et ses collègues montrent qu'une solution aqueuse d'absinthine se montre stable jusqu'à 6 mois (de même pour une solution méthanoliques, et pour le composé solide, mais s'il est conservé au froid (ex. : −35 °C) car il se dégrade à température ambiante (virant du transparent au jaune en se dégradant en anabsine, anabsinthine et un nouveau dimère baptisé 3′-hydroxyanabsinthine).

#### Mécanismes allélopathiques
Une étude a montré au début des années 1940 que le feuillage d' Artemisia vulgaris a parfois un effet allélopathique significatif sur les espèces qui l'entourent, mais bien moins que pour sa cousine Artemisia absinthium qui, elle, peut fortement inhiber le développement des plantes voisines, voire les tuer jusqu'à un mètre de distance, peut-être grâce à un composé qui est l'absinthine selon G.L. Funke (1943).

Le taux de  terpénoïdes bioactifs dans les feuilles a été corrélé à une certaine phytotoxicité (allélopatie) de la plante. Ces molécules sont surtout présentes dans la chimie de la surface des feuilles de jeunes armoises, ce qui laisse penser que les terpénoïdes jouent un rôle dans la prolifération de l'armoise dans les habitats où elle a été introduite hors de son aire naturelle de répartition, et où elle peut alors avoir un comportement invasif,. Barney et al. (2005) ont cherché si ses feuilles émettent des composés allélopathiques (c’est-à-dire toxiques pour d'autres plantes). Ils ont montré que les feuilles (en proportion variable selon la plante et sa population) émettent plusieurs composés volatils allélochimiques, dont des terpènes, tels que le camphre, l'eucalyptol, le α-pinène et le β-pinène), mais les essais biologiques faits sur les composés disponibles dans le commerce pour les laboratoires n'ont pas montré qu'aucun de ces monoterpènes individuels pouvait expliquer la phytotoxicité observée. Ceci suggère un effet synergique ou l'effet d'un composant non testé.
Les feuilles ne sont pas seules en cause : Hale en 1982 montrait que le rhizome d' Artemisia vulgaris a aussi des propriétés allélopathiques sur des cultures faites hors de son aire naturelle de répartition. Et des expériences ont montré que le lixiviat récolté sous les rhizomes de la plante s'avère phytotoxique pour d'autres espèces (trèfle rouge lors de ces expériences), même avec un enrichissement du sol en nutriments tels que l'azote et le phosphore (après arrosage par le lixiviat, la croissance des racines du trèfle diminuait de 67 à 79 % et celle des pousses de 34 à 44 %). Par contre, l'ajout de charbon de bois activé au sol a supprimé l'allélopathie.

Les phytopathologistes américains Inderjit et Chester L. Foy (en 2017) attribuaient ces effets à des composés phénoliques libérés dans le sol par le rhizome.

### Substances non volatiles
Deux acides caféoylquiniques ont été nouvellement isolés des sommités fleuries d'Artemisia vulgaris : l'acide 3,5-di-O-caféoylquinique et l'acide 1,5-di-O-caféoylquinique ; pour la souche d'Absinthe utilisée dans ce cas, le rendement d'extraction était de 2,0 % et 0,3 % (en poids sec, respectivement).

## Habitat naturel, aire de répartition
Les armoises communes sont fréquentes presque partout en Europe. Elles poussent principalement au bord des chemins et des routes, ainsi que sur les remblais, décombres, berges, terrains vagues.
Appréciant les sols riches en azote, elles peuvent pousser jusqu'à une altitude de 1 600 m et endurer des températures hivernales de −15 °C.

## Liste des variétés
Selon Catalogue of Life (28 septembre 2015) :
- Artemisia vulgaris var. indica
- Artemisia vulgaris var. vulgaris
- Artemisia vulgaris var. xizanensis Ling et Y. R. Ling

## État des populations
Dans une partie de son aire naturelle de répartition, Artemisia vulgaris L. (armoise) est une plante médicinale précieuse (Inde…) et elle pourrait un jour être utilisée comme insectifuge, mais elle est déjà menacée par des cueillettes trop intensives sur une partie de son aire de répartition.
Au début des années 2000, de premiers essais de culture in vitro ont montré que cette technique pourrait faciliter la culture clonage (à des fins de production d'huile essentielle notamment),. L'analyse d'huile essentielle produite à partir de feuilles fraîches issues de plants nés in vitro puis acclimatés en laboratoire puis cultivés sous serre ont détecté 88 composants, dont notamment camphre (16,8%), α-thuyone (11,3 %), germacrène D (7,2 %), camphène (6,5 %), 1,8-cinéole (5,8 %) et β-caryophyllène (5,4 %).

## Artemisia vulgariset l'Homme

### Histoire
Artemisia vulgaris L. est aussi appelée « herbe de feu ». Ce nom lui a probablement été donné parce qu'on portait l'armoise en chapelets (associé à la verveine) lors de la fête de la Saint-Jean au Moyen Âge. Ceci a encore été attesté jusqu'au XVIe siècle en Allemagne[réf. souhaitée]. On[Qui ?] regardait à travers des gerbes/bouquets de pieds-d'alouette en portant ce chapelet le feu de Saint-Jean. Ceci était censé protéger les yeux et la santé en général pendant toute une année. En partant de la fête, on jetait le chapelet dans le feu en disant « que toute ma malchance brûle avec ceci ».
Le Grand Albert indique que l'armoise possède toutes les vertus : « Celui qui a soin d'avoir toujours sur lui cette herbe ne craint point les mauvais esprits, ni le poison, ni l'eau, ni le feu et rien ne peut lui nuire ».

### Usage culinaire et d'aromatisant
L'Armoise (Artemisia vulgaris) est une plante aromatique et comestible riche en protéine (mais moins que l'ortie) dont on a fait divers usages culinaires, par exemple :
- pour attendrir les volailles dont la chair était trop coriace[réf. souhaitée] et pour en parfumer la chair ;
- aromatiser des gâteaux sucrés ou salés. Ainsi, au Japon, elle entre dans la composition de certains daifuku, des pâtisseries à base de riz gluant[réf. souhaitée], type de pâtisserie aussi retrouvées en Chine (caobing) ; c'est l'une des herbes aromatiques de la cuisine vietnamienne ;
- comme ingrédient de salades ou dans des apéritifs ; ses jeunes pousses (ou jeunes feuilles) sont en effet tendres et sucrées [réf. nécessaire] ;
- aromatiser et amériser la bière ; c'est notamment l'un des ingrédients du gruit (mélange ancestral de plantes aromatisant la cervoise et la bière avant la généralisation de l'usage du houblon[réf. souhaitée]) ;
- farcir la dinde[réf. souhaitée] ;
- en Chine, les tiges croquantes des jeunes pousses dites luhao (chinois : 芦蒿 ; pinyin : lúhāo), sont un légume de saison souvent utilisé dans les sautés[38].

Son goût amer et sucré pourrait se transmettre à la viande et au lait d'animaux qui en mangent [réf. nécessaire].

### Usages thérapeutiques, anciens et modernes
Attention, l'Armoise commune (Artemisia vulgaris) est souvent toxicologiquement considérée comme « analogue » de l'Absinthe (Artemisia absinthum). Comme cette dernière, elle contient de la thuyone qui présente - à forte dose - un caractère toxique (au-delà de 3 mg par jour, cette molécule peut provoquer des vomissements, des diarrhées, des vertiges voire des convulsions). Ces effets sont peut-être compensés par d'autres molécules aux vertus « antispasmodiques, antidiarrhéiques, bronchodilatatrices et trachéo-relaxantes » mais une absorption fréquente par voie orale doit être précédée d'une consultation médicale.
Cette armoise est reconnue depuis longtemps comme plante médicinale en Europe, en Asie occidentale et en Amérique du Nord. Bien que botaniquement proche de l'absinthe (qui était décrite dans l'Europe médiévale comme « le maître le plus important contre tous les épuisements »), elle a des propriétés légèrement différentes. Elle était par exemple utilisée en phytothérapie coréenne pour éliminer la « chaleur humide » et traiter l'utérite et la jaunisse.
La phytothérapie lui reconnait aujourd'hui plusieurs propriétés : 
- Tonique et stimulant de l'appareil digestif (stomachique) : l'armoise comme de nombreuses plantes amères stimule la sécrétion du suc gastrique (utilisé en cas de perte d'appétit)[40] ;
- protecteur du foie (effet hépatoprotecteur démontré pour un extrait par solution eau-méthanol)[41]
- soulagement des flatulences et des sensations de distension[40],[18] ;
- agent antibactérien (Elle a été utilisée contre les infections urinaires[réf. nécessaire]) ;
- agent antifongique[40],[42]. La plante est naturellement résistante aux champignons et ses huiles essentielles ont été confirmées comme puissamment inhibitrices antifongiques à très large spectre (efficacement testées contre 11 champignons de végétaux et comparées à celle d'un réactif antifongique commercial, le bénomyl)[25]. C'est la teneur de la plante en camphre pur et en 1,8-cinéole qui semble responsable de cet effet, mais pas uniquement car utilisés pures ces deux molécules ne se montrent actives que contre quelque espèces de champignons[25] ;
- agent antioxydant[43]. In vitro, selon Kordali et al. (2005), toutes les huiles essentielles étudiées ont montré une activité antioxydante, mais pas le camphre ni le 1,8-cinéole seuls[25] ;
- emménagogue (traite la dysménorrhée)[40] ; en infusion dans l'usage traditionnel, elle régularise le cycle des menstruations à la ménopause[44]. Ceci fait évoquer une activité œstrogénique de la plante[45]. Elle a été confirmée en 1998 par l'étude de ses flavonoïdes[45]. On a trouvé 20 flavonoïdes dans cette espèce, dont principalement l'ériodictyol et la lutéoline, mais aussi : tricine, jacéosidine, eupafoline, chrysoériol, diosmétine, homoériodictyol, isorhamnetine, apigenine, ériodictyol, lutéoline 7-glucoside, kaempférol 3-glucoside, kaempférol 3-glucoferruside, glucoside 3-quercétine 3-glucoside, quercétine 3-galactoside, quercitrine, rutine et vitexine[45]. L'activité oestrogénique de tous ces flavonoïdes a été évaluée : deux d'entre eux (ériodictyol et apigénine) donnent effectivement à la plante une activité œstrogénique[45] ;
- fébrifuge[réf. nécessaire] ;
- antispasmodique et bronchodilatateur[18] (effets démontré d'inhibition des contractions spontanées du jéjunum chez l'animal de laboratoire, avec une relaxation dose-dépendante (0,03-10 mg/mL)[18]. Cet extrait diminue les contractions induites par le carbachol (CCh, 1 M) et le K+ (80 mM) d'une manière comparable à la dicyclomine[18]. Ces effets ont été reliés à « une combinaison de mécanismes anticholinergiques et antagonistes du Ca2+ »[18] ;
- antiépileptique, probablement lié à ses effets antispasmodique (voir ci-dessus)[réf. nécessaire] ;
- anti-inflammatoire, l'Armoise était traditionnellement utilisée comme tel aux Philippines[46], et cette propriété a récemment été confirmée par la Recherche médicale, qui a mis en évidence un principe actif contenu dans la feuille (testé sur des échantillons de plantes poussant au Népal)[47] ; Un extrait de feuille par l'eau distillée et du chloroforme contient deux lactones sesquiterpéniques et un nouveau composé aromatique[46]. Selon Lee et al. (2004) les flavonoïdes de la plante sont connus pour avoir des activités anti-inflammatoires[19] ;
- anti-hypertenseur : Chez le rat Sprague-Dawley mâles, ces composés ont été très efficace pour inverser l'action hypertensive induite par la noradrénaline (actions anti-hypertensives) sans effets secondaires significatifs sur l'hémodynamique cardiovasculaire dans des conditions basales[46].
- Insectifuge : la plante contient aussi plus d'une quinzaine de molécules insectifuges (monoterpénoïdes…) pouvant être libérées dans l'air par combustion de la plante. L'huile essentielle issue d'une distillation à la vapeur de plantes entières séchées et pulvérisées a aussi des propriétés répulsives contre les moustiques, propriétés testée contre le moustique de la fièvre jaune Aedes aegypti L. Parmi les plus de 15 composés répulsifs identifiés, le terpinène-4-ol était le plus actif, se montrant lors des tests  aussi efficace que le phtalate de diméthyle[48]. La fumigation d'Armoise a également été efficacement testée contre le déprédateur Tribolium castaneum (Tenebrionidae) Repellent and fumigant activity of essential oil from Artemisia vulgaris to Tribolium castaneum (Herbst)(Coleoptera: Tenebrionidae) ;
- antidiarrhéique et soulageant les coliques abdominales (effet protecteur démontré sur l'animal de laboratoire contre des diarrhées induites par l'huile de ricin, lié à « une combinaison de mécanismes anticholinergiques et antagonistes du Ca2+ »[18].

Mise dans les chaussures, cette plante aurait comme vertu de diminuer la fatigue pendant la marche[réf. souhaitée].
En médecine chinoise, on l'utilise pour faire des moxas : bâtonnets d'armoise séchée que l'on fait brûler à proximité des points des méridiens pour les chauffer. Ce principe est utilisé en moxibustion et est une alternative à l'acupuncture et l'acupression.[réf. nécessaire]

### Au jardin
L'Armoise apparaît parfois spontanément au Jardin, mais y est rarement cultivée ou maintenue pour son intérêt décoratif.
Le jardinier peut l'utiliser en purin (macération longue jusqu'à fin de la fermentation), car, probablement grâce à sa teneur en thuyone, est un répulsif efficace contre les insectes, rongeurs, escargots et limaces[réf. souhaitée].

### Usage chamaniques, religieux
Les Aztèques et autres Amérindiens utilisaient l'armoise pour des rituels et la médecine, et comme ‘sauge' réputée purifier l'esprit, chasser des mauvais esprits. Des faisceaux de feuilles de Calamus avec l'armoise sont encore utilisés comme talisman lors du festival des bateaux-dragons[réf. nécessaire].
Depuis les époques reculées en Europe l'herbe aurait été un remède contre la fatigue, mais aussi supposée protéger les voyageurs contre les mauvais esprits et les animaux sauvages[réf. nécessaire].
Au Népal, la plante, dite « Titepati » (Tite signifiant amer, pati signifiant feuille) est utilisée comme offrande aux dieux, à la manière de l'encens et comme moyen de protéger la maison (sous forme d'une gerbe suspendue à l'extérieur de la maison). C'est aussi une plante médicinale et on en fait des balais pour nettoyer le sol.
Les feuilles séchées (fumées ou bues sous forme de thé), peut-être en raison de leur teneur en thuyone auraient un effet « onirogène », utilisé par certains pour favoriser le rêve lucide. Des ésotéristes pensent qu'elle faciliterait le voyage astral. Fumer ou consommer de l'armoise sous forme de plante ou en solution avant de dormir pourrait intensifier les rêves ou leur contrôle et aider à s'en souvenir. Au Mexique, l'herbe est souvent fumée comme substitut de la marijuana[réf. nécessaire].

### Réglementation
Par un arrêté du 4 septembre 2020, l'État français donne l'obligation aux distributeurs et vendeurs de végétaux d’ornement d'informer leurs clients par un étiquetage du potentiel allergisant de l'Armoise commune,,.

## Prédateurs
Cette plante se montre localement invasive en Amérique du Nord où elle a été introduite. À des fins éventuelles de lutte biologique, des chercheurs se sont intéressés aux prédateurs naturels de l'Armoise dans son aire naturelle de répartition, dont en Allemagne.
À titre d'exemple, en 1994 à Hambourg, des plants d'armoise ont été exposés aux prédateurs le long d'un gradient rural-urbain, dans six zones différentes caractérisées par des indicateurs d'artificialisation et d'isolement écopaysager croissant.
Un relevé hebdomadaire des insectes ectophages (récoltés sur la plante puis en disséquant les tiges en fin de saison de croissance), mineuses de feuilles et galles, à été fait de mi-mai à  mi-septembre. Le nombre d'espèces d'insectes (phytophages, parasitoïdes et prédateurs) diminuait le long du gradient passant de 43 espèces en contexte rural à 12 en contexte très urbanisé. Ce phénomène affectait autant les herbivores monophages que les polyphages, et les parasitoïdes (espèces rares notamment) étaient plus fortement affectés par l'insularisation écopaysagère que les prédateurs de premier rang. Les quelques espèces phytophages dominantes étaient de bons colonisateurs jusque dans les parties du centre-ville dépourvues de végétation naturelle. Parfois, ils étaient plus abondants dans le centre-ville que dans la frange urbaine (sans doute faute de prédateurs). Selon les auteurs, la fragmentation écologique des milieux semblait le mieux expliquer les tendances observées, car les conditions de surface et de sol étaient maintenues constantes dans cette expérience. Dans ce contexte, ni le microclimat ni la pollution ambiante ne semblait jouer un rôle significatif.

#### Bases taxinomiques
- (en) JSTOR Plants : Artemisia vulgaris  (consulté le 28 septembre 2015)
- (en) Catalogue of Life : Artemisia vulgaris L. (consulté le 15 décembre 2020)
- (en) Flora of North America : Artemisia vulgaris  (consulté le 28 septembre 2015)
- (en) Flora of China : Artemisia vulgaris  (consulté le 28 septembre 2015)
- (en) Flora of Pakistan : Artemisia vulgaris  (consulté le 28 septembre 2015)
- (en) GRIN : espèce Artemisia vulgaris L. (consulté le 28 septembre 2015)
- (fr) INPN : Artemisia vulgaris L., 1753 (TAXREF)  (consulté le 28 septembre 2015)
- (fr + en) ITIS : Artemisia vulgaris L. (consulté le 28 septembre 2015)
- (en) NCBI : Artemisia vulgaris (taxons inclus) (consulté le 28 septembre 2015)
- (fr) Tela Botanica (France métro) : Artemisia vulgaris
- (en) The Plant List : Artemisia vulgaris L.  (source : Global Compositae Checklist) (consulté le 28 septembre 2015)
- (en) Tropicos : Artemisia vulgaris L.  (+ liste sous-taxons) (consulté le 28 septembre 2015)

#### Autres liens externes
- Moxibustion et énergétique chinoise
- Association Sauvages et comestibles